# Antipárosz
Antipárosz (görög írással Αντίπαρος, időnként Andípárosz) sziget az Égei-tengerben, Görögország területén. A Kükládok szigetcsoport tagja, a nagy testvér, Párosz mellett, attól nyugatra. A két szigetet egy 1,5 km széles tengerszoros választja el.

## Népesség
A sziget népességének változása 1920-tól kezdve:
| Település         | Görög név      | 1920 | 1928 | 1940 | 1951 | 1961 | 1971 | 1981 | 1991 | 2001 | 2011 |
| ----------------- | -------------- | ---- | ---- | ---- | ---- | ---- | ---- | ---- | ---- | ---- | ---- |
| Antipárosz (falu) | Αντίπαρος      | 437  | 612  | 606  | 680  | 631  | 538  | 635  | 775  | 0979 | 1102 |
| Ágiosz Geórgiosz  | Άγιος Γεώργιος | *    |      |      |      |      |      |      | 11   | 031  | 025  |
| Kámbosz           | Κάμπος         | *    |      |      |      |      |      |      | 14   | 013  | 049  |
| Szorósz           | Σωρός          |      |      |      |      |      |      |      | 19   | 014  | 035  |
| Összesen          | Összesen       | 719  | 612  | 606  | 680  | 631  | 538  | 635  | 819  | 1037 | 1211 |

## Fordítás
Ez a szócikk részben vagy egészben  az   Antiparos című német Wikipédia-szócikk fordításán alapul.  Az eredeti cikk szerkesztőit annak laptörténete sorolja fel. Ez a jelzés csupán a megfogalmazás eredetét és a szerzői jogokat jelzi, nem szolgál a cikkben szereplő információk forrásmegjelöléseként.